# Liste de jeux vidéo d'IndyCar
De nombreux jeux vidéo de simulation de course automobile se basent ou reprennent des épreuves du championnat américain IndyCar, d'abord appelé Champ Car jusqu'en 1994. Les premières versions sont basées sur l'épreuve unique et légendaire des 500 miles d'Indianapolis. Voici la liste complète d'IndyCar

## Historique
En 2008, le jeu iRacing acquiert la licence d'exploitation qui expire au 1er janvier 2023.
En mars 2016, Slightly Mad Studios intègre le modèle Dallara IR12 dans le jeu Project CARS. Dans l'édition suivante Project CARS 2, la licence reste exploitée, jusqu'en septembre 2022 et à son expiration.
En 2021, la licence officiel d'exploitation exclusive est acquise par Motorsport Games (en). La date de sortie du jeu, prévu initialement pour 2023, est repoussée à plusieurs reprises, avant qu'en janvier 2024, iRacing.com Motorsport Simulations et IndyCar (anciennement IRL) signent un partenariat permettant d'réintégrer les évènements officiels dans iRacing.

## Liste
| Date de sortie    | Titre                                       | Développeur                        | Éditeur                                        | Saison                       | Plate-forme         | Commentaires                                                                            |
| ----------------- | ------------------------------------------- | ---------------------------------- | ---------------------------------------------- | ---------------------------- | ------------------- | --------------------------------------------------------------------------------------- |
| 1989              | Indianapolis 500: The Simulation            | Electronic Arts                    | Papyrus Design Group                           | Indy Car World Series 1989   | DOS • AGA           | Premier IndyCar en 3D et le jeu vidéo                                                   |
| 1993              | Indycar Racing                              | Papyrus Design                     | Virgin Interactive                             | Indy Car World Series 1993   | DOS                 |                                                                                         |
| 1994              | Michael Andretti's Indy Car Challenge       | Genki                              | Bullet Proof Software                          | Indy Car World Series 1994   | SNES                |                                                                                         |
| 1994              | IndyCar Circuits Expansion Pack             | Papyrus Design Group, Inc.         | Virgin Interactive Entertainment (Europe) Ltd. | Indy Car World Series 1994   | DOS                 |                                                                                         |
| 1994              | IndyCar : Indianapolis Motor Speedway       | Papyrus Design Group, Inc.         | Virgin Interactive Entertainment (Europe) Ltd. | Indy Car World Series 1994   | DOS                 |                                                                                         |
| 1994              | Newman Haas IndyCar featuring Nigel Mansell | Gremlin Graphics Software Ltd.     | Acclaim Entertainment, Inc.                    | Indy Car World Series 1994   | SNES • Genesis      |                                                                                         |
| 1995              | Indycar Racing 2                            | Papyrus Design Group               |                                                | Indy Car World Series 1995   | DOS                 |                                                                                         |
| 1995              | Al Unser Jr. Arcade Racing                  | Mindscape, Inc.                    | Mindscape Bordeaux SA                          | Indy Car World Series 1995   | WIN • MAC • DOS     |                                                                                         |
| 1997              | ABC Sports Indy Racing                      | Shot Sports Software               | ABC Interactive                                | Indy Racing League 1996-1997 | WIN                 |                                                                                         |
| 23 mai 1997       | Indy 500                                    | Tomy                               | JVC                                            | Indy Racing League 1996-1997 | PSX                 |                                                                                         |
| 9 juin 2000       | Indy Racing 2000                            | Paradigm Entertainment             | Infogrames                                     | Indy Racing League 1999      | N64                 |                                                                                         |
| 20 juin 2003      | IndyCar Series                              | Brain In A Jar                     | Codemasters                                    | Indy Racing League 2002      | PS2 • WIN • XB      |                                                                                         |
| 25 juin 2004      | IndyCar Series 2005                         | Brain In A Jar                     | Codemasters                                    | IndyCar Series 2003          | PS2 • XB            | Bien que portant le nom "Indycar Series 2005", le jeu se déroule durant la saison 2003. |
| 31 août 2005      | rFactor                                     | Image Space Incorporated           | Image Space Incorporated                       | IndyCar Series 2005          | WIN                 | Le jeu (circuits et voitures) peut être joué entre 1950 et 2005.                        |
| decembre 2007     | Indianapolis 500 Legends                    | Torus Games Pty. Ltd.              | Destineer                                      | IndyCar Series 2007          | WII • NDS           |                                                                                         |
| 26 août 2008      | iRacing                                     | iRacing.com Motorsport Simulations | iRacing.com Motorsport Simulations             |                              | PC                  | Exploitation de la licence interrompue entre 2023 et 2024                               |
| 7 mai 2015        | Project CARS                                | Slightly Mad Studios               | Slightly Mad Studios                           |                              | PS4 • Xbox One • PC |                                                                                         |
| 22 septembre 2017 | Project CARS 2                              | Slightly Mad Studios               | Slightly Mad Studios                           |                              | PS4 • Xbox One • PC |                                                                                         |